# Body Section
Body Section è una raccolta di artisti vari pubblicata dall'etichetta Electric Eye e prodotta dalla Rockerilla nel 1983 e ristampata dalla Spittle Records nel 2007 in formato CD e LP in edizione limitata di 300 copie.
È particolarmente ricercato dai collezionisti poiché contiene la prima versione di Transea dei Litfiba.

## L'album
La compilation è stata divisa in due sezioni: la "Blue Section" (lato A), contenente i brani più Soft, e la "Red Section" (lato B), con brani più rock e sperimentali.

## Tracce
Lato A "Blue Section"
1. Eye in the mirror - (Modo) - 4:35
2. Wonderful woman - (Monuments) - 3:18
3. A gift of tears - (Jeunesse d'ivoire) - 4:35
4. Vanity fair - (Frigidaire Tango) - 4:01
5. Dreamtime comes - (Kirlian Camera) - 3:20

Lato B "Red Section"
1. Transea - (Litfiba) - 3:46
2. Specchi d'acqua - (Diaframma) - 4:24
3. Fear - (Vox Rei) - 4:31
4. Dopo Heidegger - (Die Form) - 3:57
5. Danke mamy! - (Rinf) - 4:58

## Curiosità
I fiorentini Litfiba e Diaframma sono gli unici della compilation a cantare brani in lingua italiana.
La versione di Transea del 1983 presente in questa compilation differisce da quella uscita nel 1986 sull'EP omonimo.